# Uc de Lescure
Uc de Lescure ou de l'Escure (fl. né en 1190, mort en 1204) était un troubadour de second rang. On ne sait à quel Lescure son nom se réfère. Il y a Lescure (Ariège), Lescure-Jaoul en Aveyron et Lescure-d'Albigeois dans le Tarn. En fonction des indications dans son œuvre, l'historien Alfred Adler le situe à la cour de Alphonse VIII de Castille (qu'il appelle « emperor ») et en Catalogne.
La seule œuvre existante de Uc de Lescure est un Sirventès, De mots ricos no tem Peire Vidal, qui commence en proclamant sa supériorité sur huit de ses contemporains: Peire Vidal, Albertet de Sisteron, Perdigon, et Aimeric de Peguilhan, comme sur d'autres troubadours inconnus, Arnaut Romieu, Gualaubert, et Pelardit. Le reste du poème est une féroce attaque contre les mœurs de la noblesse, à la façon de Marcabru. La rime, le mètre et la mélodie sont entièrement copiés sur le Anc no mori per amor ni per al de Peire Vidal.

## Liens
le sirventès de Uc